# Loarre Castle
Loarre Castle är ett slott i Spanien.   Det ligger i provinsen Provincia de Huesca och regionen Aragonien, i den nordöstra delen av landet, 300 km nordost om huvudstaden Madrid. Loarre Castle ligger 1 057 meter över havet.
Terrängen runt Loarre Castle är huvudsakligen kuperad, men åt nordväst är den bergig. Runt Loarre Castle är det mycket glesbefolkat, med 6 invånare per kvadratkilometer. Närmaste större samhälle är Ayerbe, 8,6 km sydväst om Loarre Castle. Trakten runt Loarre Castle består till största delen av jordbruksmark.